# Liste der Monuments historiques in Ornex
Die Liste der Monuments historiques in Ornex führt die Monuments historiques in der französischen Gemeinde Ornex auf.

## Liste der Bauwerke
| Bezeichnung   | Beschreibung                                     | Standort                  | Kennzeichnung | Schutzstatus | Datum | Bild |
| ------------- | ------------------------------------------------ | ------------------------- | ------------- | ------------ | ----- | ---- |
| Haus mit Turm | Erbaut in der ersten Hälfte des 15. Jahrhunderts | 81, rue de la Tour (Lage) | PA01000039    | Inscrit      | 2014  |      |